# Merlin Surget
Merlin Surget (ur. 3 grudnia 1999 w Sallanches) – francuski snowboardzista specjalizujący się w snowcrossie.
Po raz pierwszy na arenie międzynarodowej pojawił się 31 marca 2013 roku w Isoli, gdzie w zawodach krajowych zajął 24. miejsce w slopestyle'u. Dwa lata później wystartował na olimpijskim festiwalu młodzieży Europy w Vorarlbergu, gdzie zdobył złoty medal w snowcrossie. Zajął też piąte miejsce na mistrzostwach świata juniorów w Klínovcu dwa lata później.
W zawodach Pucharu Świata zadebiutował 12 grudnia 2015 roku w Montafon, zajmując 66. miejsce. Pierwsze pucharowe punkty wywalczył 16 grudnia 2016 roku w tej samej miejscowości, zajmując 36. miejsce. Na podium zawodów tego cyklu pierwszy raz stanął 21 grudnia 2019 roku w Cervinii, kończąc rywalizację na trzeciej pozycji. W zawodach tych wyprzedzili go jedynie dwaj Włosi: Lorenzo Sommariva i Emanuel Perathoner. W klasyfikacji generalnej sezonu 2020/2021 zajął trzecie miejsce.
Podczas igrzysk olimpijskich w Pjongczangu w 2018 roku zajął 17. miejsce. Był też między innymi siódmy indywidualnie i dziewiąty drużynowo na mistrzostwach świata w Idre Fjäll w 2021 roku.

## Osiągnięcia

### Igrzyska olimpijskie
| Miejsce | Dzień     | Rok  | Miejscowość | Konkurencja    | Zwycięzca       |
| ------- | --------- | ---- | ----------- | -------------- | --------------- |
| 17.     | 15 lutego | 2018 | Pjongczang  | Snowboardcross | Pierre Vaultier |

### Mistrzostwa świata
| Miejsce | Dzień     | Rok  | Miejscowość   | Konkurencja              | Zwycięzca         |
| ------- | --------- | ---- | ------------- | ------------------------ | ----------------- |
| 48.     | 12 marca  | 2017 | Sierra Nevada | Snowboardcross           | Pierre Vaultier   |
| 34.     | 1 lutego  | 2019 | Solitude      | Snowboardcross           | Mick Dierdorff    |
| 7.      | 3 lutego  | 2019 | Solitude      | Snowboardcross drużynowy | Stany Zjednoczone |
| 7.      | 11 lutego | 2021 | Idre Fjäll    | Snowboardcross           | Lucas Eguibar     |
| 9.      | 12 lutego | 2021 | Idre Fjäll    | Snowboardcross drużynowy | Australia         |

### Puchar Świata

#### Miejsca w klasyfikacji generalnej snowcrossu
- sezon 2016/2017: 34.
- sezon 2017/2018: 25.
- sezon 2018/2019: 34.
- sezon 2019/2020: 8.
- sezon 2020/2021: 3.
- sezon 2021/2022:

#### Miejsca na podium w zawodach
1. Cervinia – 21 grudnia 2019 (snowcross) - 3. miejsce
2. Chiesa in Valmalenco – 24 stycznia 2021 (snowcross) – 2. miejsce
3. Veysonnaz – 20 marca 2021 (snowcross) – 3. miejsce
4. Krasnojarsk – 8 stycznia 2022 (snowcross) – 2. miejsce